# Môrice Leroux
Pour les articles homonymes, voir Leroux et Maurice Leroux (homonymie).

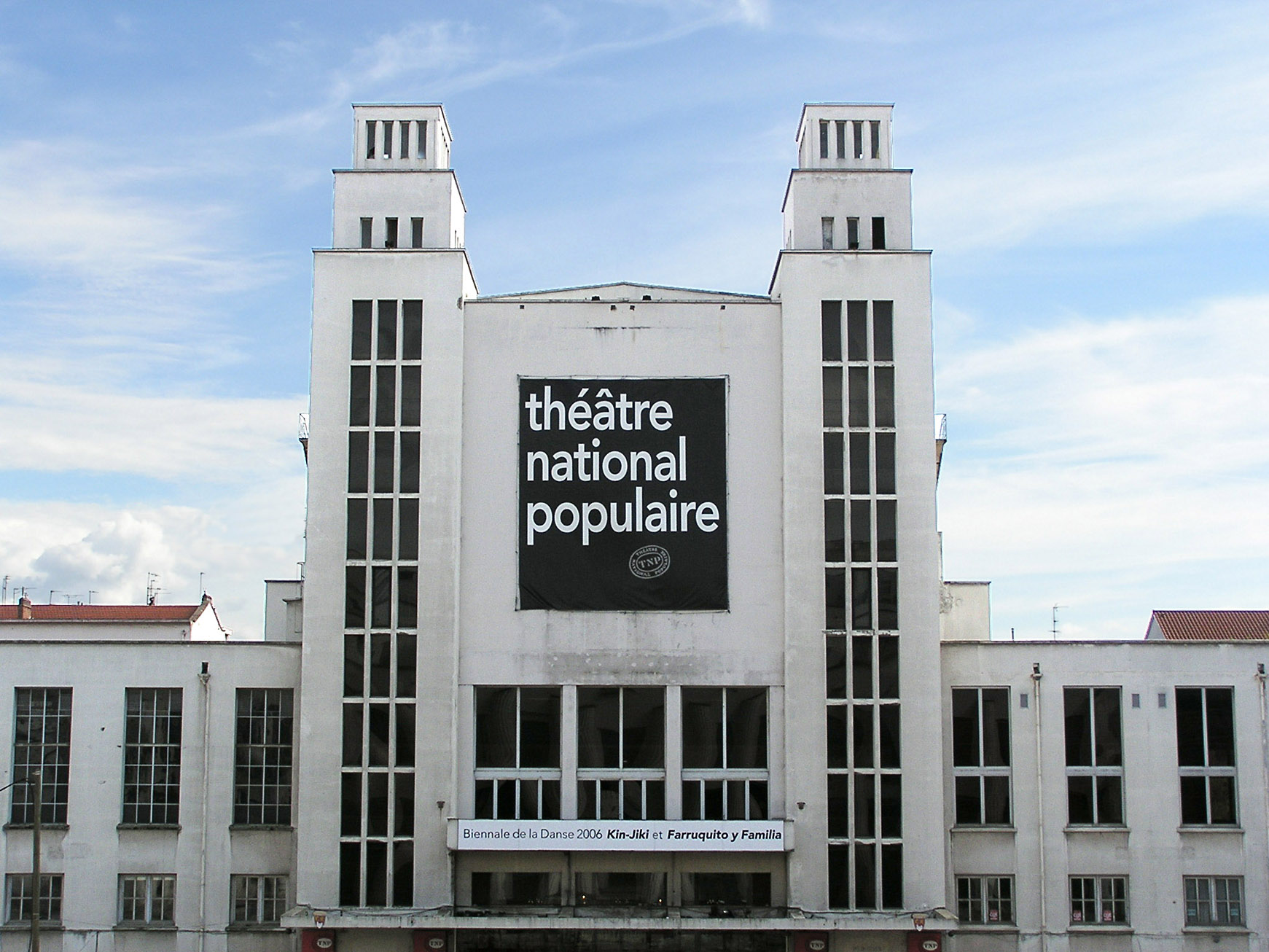
Le palais du Peuple, construit en 1930, aujourd’hui Théâtre national populaire.

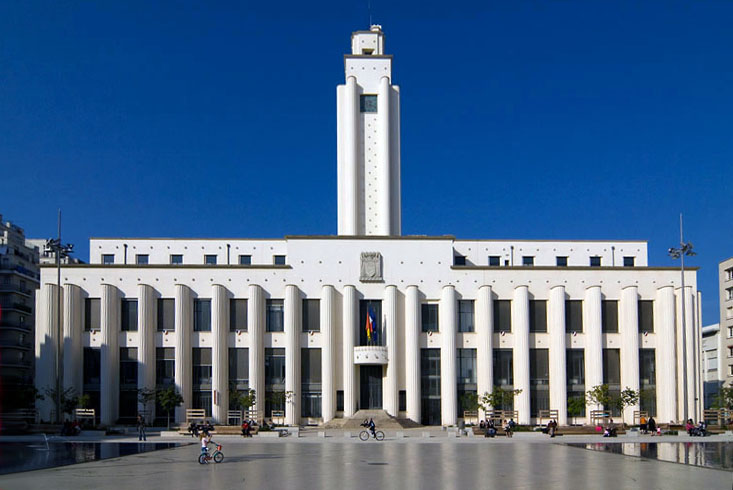
L’hôtel de Ville de Villeurbane conçu par Robert Giroud, ancien collaborateur de Môrice Leroux.

Môrice Leroux (Domfront, 15 octobre 1896 - Caen, 1er novembre 1963) est un architecte français ayant suivi un parcours autodidacte.

## Biographie

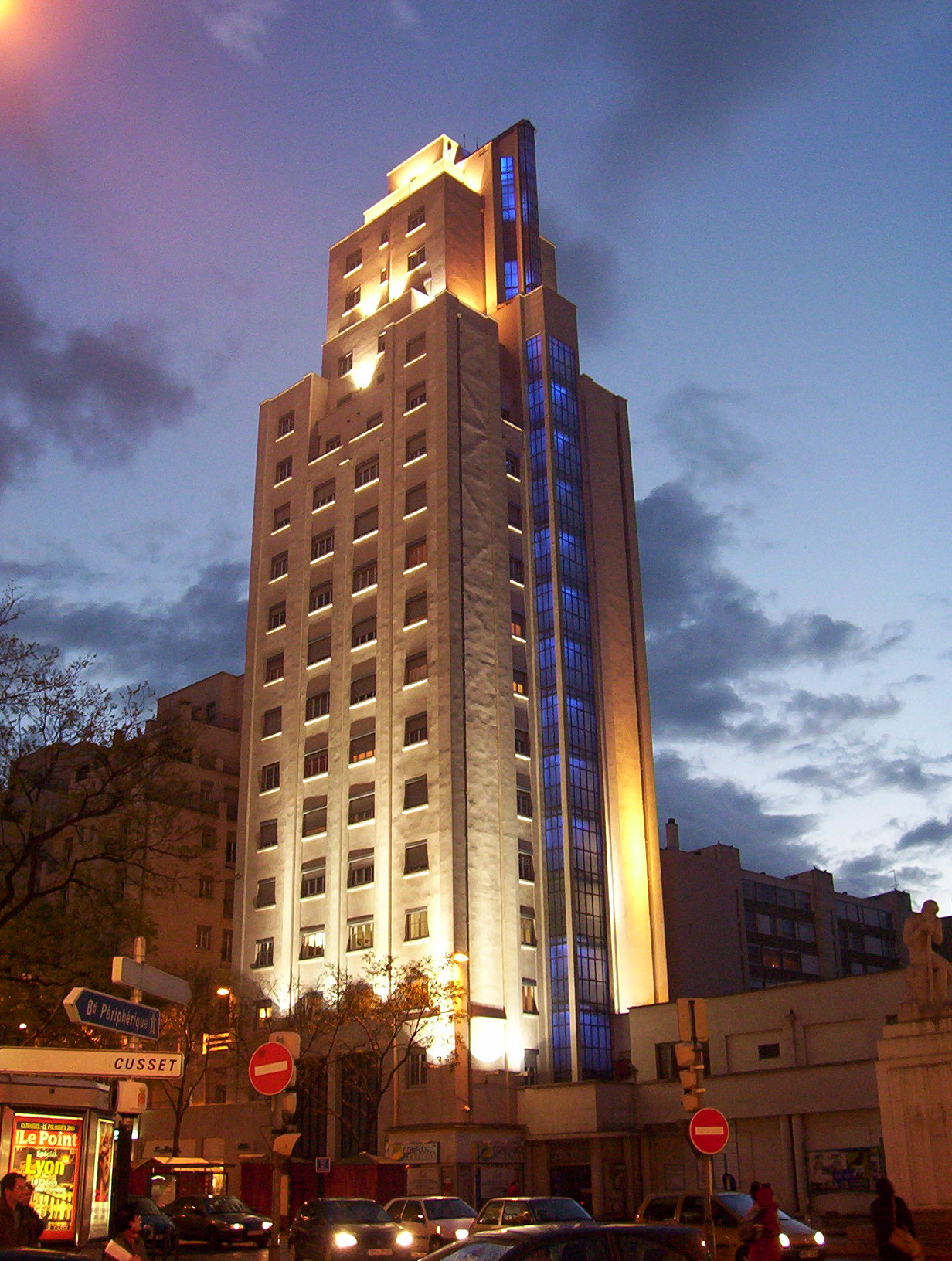
Tour nord-ouest du quartier des Gratte-ciel à Villeurbanne

D’abord terrassier dans les zones de l’est et du nord dévastées par la Première Guerre mondiale, il est successivement dessinateur, métreur et commis architecte à Beauvais puis à Paris. Après plusieurs immeubles réalisés à Paris, il remporte en 1928 le concours pour le palais du Travail à Villeurbanne qui, construit en 1930, constitue la première pierre d’un nouveau centre urbain. L’urbanisation de ce quartier comprenant six gratte-ciel à usage d’habitation érigés de 1927 à 1931,, constitue son œuvre majeure, bien qu’elle soit restée dans un relatif anonymat, éclipsée par la personnalité du maire Lazare Goujon.
Inscrit à l’ordre des architectes en 1942, il s’occupe en partie de la reconstruction de Caen de 1948 à 1960. Il meurt à l'hôpital de Caen en 1963.
Un collège public à Villeurbanne porte son nom.